# Ли Ји
Ли Ји (кин: 李煜; пин: Lǐ Yù, 937 — 978), храмовно име Ли Хоу-џу (кин: 李後主; пин: Lǐ Hòuzhǔ; досл. 'Касни Господар Ли'), постхумно познат као Цар Вен-шенг (кин: 文盛皇帝; пин: Wénshèng huángdì), је био Кинески песник и посљедни владар Јужне династије Танг од 961. до 975. године. Године 975. Јужна династија Танг је била покорена и Ли Ји је одведен као заробљеник у Каифенг, престоницу Сунга. Тамо је умро три године касније.
Цар Ли Ји кад је после пропасти државе пао у заробљеништво кроз ц-песму је изразио своју тугу и очај због слома државе и чежњу за завичајем. Проширио је границе ц-песме у којој се пре њега певало углавном о љубави и љубавној чежњи. Чувене су његове песме „На мелодију, ‘Лепотица Ји’“ и „На мелодију ‘Таласи запљускују песак’“. Сачуване су 62 његове песме.